# Salvatore Sanzo
Salvatore Sanzo   (Pisa, 26 de novembre de 1975) és un esportista italià ja retirat que va competir en esgrima, especialista en la modalitat de floret.
Va participar en tres Jocs Olímpics d'Estiu, obtenint en total quatre medalles: bronze a Sidney 2000, en la prova per equips (juntament amb Daniele Crosta, Gabriele Magni i Matteo Zennaro), or i plata a Atenes 2004, en les proves per equips (amb Andrea Cassarà i Simone Vanni) i individual, respectivament, i bronze a Pequín 2008, en la prova individual.
Va guanyar 8 medalles en el Campionat Mundial d'Esgrima entre els anys 1997 i 2008, i 7 medalles en el Campionat d'Europa d'esgrima entre els anys 1999 i 2007.

## Palmarès internacional
| Jocs Olímpics      | Jocs Olímpics                | Jocs Olímpics | Jocs Olímpics     |
| Any                | Lloc                         | Medalla       | Prova             |
| ------------------ | ---------------------------- | ------------- | ----------------- |
| 2000               | Sydney ( Austràlia)          | 3             | Floret per equips |
| 2004               | Atenes ( Grècia)             | 1             | Floret per equips |
| 2004               | Atenes ( Grècia)             | 2             | Floret individual |
| 2008               | Pequín ( R.P. de la Xina)    | 3             | Floret individual |
| Campionat del món  |                              |               |                   |
| Any                | Lloc                         | Medalla       | Prova             |
| 1997               | Ciutat del Cap ( Sud-àfrica) | 3             | Floret per equips |
| 1998               | La Chaux-de-Fonds ( Suïssa)  | 3             | Floret individual |
| 2001               | Nimes ( França)              | 1             | Floret individual |
| 2003               | l'Havana ( Cuba)             | 1             | Floret per equips |
| 2005               | Leipzig ( Alemanya)          | 1             | Floret individual |
| 2005               | Leipzig ( Alemanya)          | 2             | Floret per equips |
| 2006               | Torí ( Itàlia)               | 3             | Floret per equips |
| 2008               | Pequín ( R.P. de la Xina)    | 1             | Floret per equips |
| Campionat d'Europa |                              |               |                   |
| Any                | Lloc                         | Medalla       | Prova             |
| 1999               | Bozen ( Itàlia)              | 1             | Floret individual |
| 1999               | Bozen ( Itàlia)              | 1             | Floret per equips |
| 2000               | Funchal ( Portugal)          | 1             | Floret individual |
| 2000               | Funchal ( Portugal)          | 3             | Floret per equips |
| 2005               | Zalaegerszeg ( Hongria)      | 1             | Floret per equips |
| 2007               | Gant ( Bèlgica)              | 3             | Floret individual |
| 2007               | Gant ( Bèlgica)              | 3             | Floret per equips |